# 福佬客
福佬客（臺語白話字、臺羅拼音方案：hok（hô/ho̍h）-ló-kheh，四縣腔台灣客家語拼音方案：hog loˋ hagˋ），俗稱「客底」，是指放棄客家話而改用臺語，並受到閩南文化影響而福佬化的客家人後裔。「福佬客」之概念，由歷史學家林衡道首次提出，在臺灣人口的統計中，可能有數十萬人以上，而在調查中，多數福佬客會依其本人的意願，列為閩南裔臺灣人。年輕一輩的福佬客，以中華民國國語和臺語為主要使用語言，可能多亦以閩南裔臺灣人自居。
此外，也有非常少數的人，原本是臺灣閩南人，因定居客家庄，後代逐漸受到客家文化影響的客福佬。

## 簡介
「福佬客」一詞為學者林衡道提出，用以命名當時臺灣彰化縣一群自稱有「客底」，卻使用臺語的民眾。臺灣清治時期由中國大陸渡海來臺的移民，不少為福建汀州、漳州及廣東嘉應州及潮州、惠州客家人。但由於閩南人優勢人口的關係，許多客家人已經徹底閩南化，不再使用客家話，而改用臺語，也完全融合於閩南族群。
林衡道在〈員林附近福佬客村落〉首先提出「福佬客」這個名詞，他從祖籍、習俗、語言等方面觀察，發現彰化員林一帶的許多居民應為客家後裔，定義為被臺灣閩南人同化的客家人，稱之為「福佬客」。許多姓氏家族的堂號都是客家的，與客家淵源極深。員林福佬客的語言已經完成語言轉換，僅殘留少數潮州話和客家話詞彙（如地名與親屬稱謂），是具有潮州話和客家話風格的偏漳腔臺語，鄰近的永靖鄉亦然。
舉例來說：清初平埔原住民岸裡社的首任通事張達京，其兄弟有張達朝、張達標等著名的墾戶首領，皆為廣東省潮州府大埔縣的客家人，但現在該家後代，如豐原張家、石岡金星村張家等，皆僅使用臺語，不諳台灣客家話，且自認為鶴老人。可說是福佬客的一個例證。另例為分佈於臺中西屯一帶的張廖姓，係詔安客家人之後，然今日該區完全是臺語的使用地區。

## 分布
據學者相關研究，臺中市西屯區、北屯區、南屯區、豐原區、神岡區、潭子區、大甲區、南投縣國姓鄉、南投市、草屯鎮、中寮鄉、竹山鎮、彰化縣員林市、永靖鄉、埔心鄉、社頭鄉、大村鄉、溪州鄉、雲林縣崙背鄉、二崙鄉與西螺鎮的部分地區、大埤鄉、斗六市、古坑鄉、嘉義縣大林鎮、民雄鄉、水上鄉、溪口鄉、新港鄉、太保市 、梅山鄉、竹崎鄉、番路鄉、中埔鄉、新北市三芝區、高雄市六龜區、甲仙區、屏東縣高樹鄉、恆春半島如蔡英文家族都有福佬客的分佈。

## 名人
臺灣著名的福佬客人物：
- 賴和[13]（1894 - 1943）：彰化縣彰化市人[14]，醫師、作家，臺灣文學的奠基者，被尊稱為「臺灣新文學之父」。
- 呂赫若[15]（1914 - 1951） ：臺中市潭子區人，臺灣日治時代重要作家，亦精通聲樂、劇作，有「台灣第一才子」之稱。
- 呂泉生[16]（1916 - 2008）：臺中市神岡區人，臺灣作曲家。
- 李登輝[17]（1923 - 2020）：新北市三芝區人，前中華民國總統。
- 邱創煥[18][19][12]（1925 - 2020）：彰化縣田尾鄉北曾村人，曾任中華民國考試院院長、內政部長等職[20]。
- 李壬癸[21]（1936 - ）：宜蘭縣冬山鄉人，語言學家，中央研究院院士，被尊稱為「臺灣南島語言研究之父」。
- 張良澤[22]（1939 - ）：彰化縣永靖鄉人，台灣文學史專家、作家。
- 張博雅[7]（1942 - ）：嘉義縣溪口鄉人，前嘉義市市長、行政院衛生署署長、內政部部長兼臺灣省政府主席、中央選舉委員會主任委員、監察院院長。
- 游錫堃[23]（1948 - ）：宜蘭縣冬山鄉人，曾任中華民國立法院長、行政院長等職。
- 宋澤萊[24]（1952 - ）：本名廖偉竣，雲林縣二崙鄉人，台灣鄉土文學論戰末期的代表性作家。
- 朱高正[25]（1954 - 2021）：雲林縣北港鎮人。
- 蔡英文[26]（1956 - ）：屏東縣枋山鄉楓港村人，生於臺北市，前中華民國總統。
- 管碧玲[27]（1956 - ）：臺中市豐原區人，海洋委員會主任委員。
- 江蕙[28][29]（1961 - ）：嘉義縣溪口鄉人，台語流行音樂巨星，曾獲12座金曲獎。
- 李佳芬[30][31]（1963 - ）：雲林縣西螺鎮人，詔安客家人，曾為雲林縣議會議員。
- 鍾文音（1969 - ）：雲林縣二崙鄉人，詔安客家人，作家，曾獲得十多項臺灣重要文學獎項。
- 江啟臣[32][33]（1972 - ）：臺中市豐原區人，立法委員及中國國民黨黨主席。

## 討論
關於「福佬客」一詞的使用，2012年12月，池永歆與謝錦綉在《發現客家：嘉義沿山地區客家文化群體研究》一書中認為：「『福佬客』一詞，在本質上是由閩南系臺灣人的觀點，來命名已不會講客語、改以閩南系臺語交談的他者（客家文化群體），實難擺脫族群偏見之嫌。」抑且他們指出，在其所從事之田野調查中，這群被稱作「福佬客」的人，雖然已不使用客家語，而改以臺語來作為日常的使用語言。但是，這群人是「依舊保有許多客家傳統」。因此，池與謝質疑：「是否能以他們已不會講客語，就稱已被閩南化，而稱為福佬客呢？」除此之外，池與謝更指出：「就文化地理現象來說，語言雖常被刻劃為族群間認同或凝聚的要素，但卻僅是文化要素中的一個。特意強調福佬客是被閩南化的客家人，似乎無形中論及臺灣的閩南系文化群體具有一原型的文化，以供這群『福佬客』模仿、學習，因此被同化。」他們在引用唐·米丘的論點上，表示該類文化觀點被「批判為『超有機的』（super-organic）行動者；亦即，文化不僅被整體地看待，而且被當為單一的存在者，被當作高於並獨立於社會個體的結構，如同文化區域變得輕易地被等同於單一的行動者，而沒有內在的分化過程一般。」他們亦表示，該類文化觀點「已被新文化地理學所摒棄與批判」。

## 參看
- 鶴佬
- 詔安客家人